# Phạm, Bộc Dương
Phạm (chữ Hán giản thể:范县, âm Hán Việt: Phạm huyện) là một huyện của địa cấp thị Bộc Dương, tỉnh Hà Nam Cộng hòa Nhân dân Trung Hoa. Huyện Phạm có diện tích 610 km², dân số năm 2002 là 490.000 người. Huyện này có mã số bưu chính 457500, mã huyện 410926, mã khu vực 0393. Về mặt hành chính, huyện Phạm được chia thành 2 trấn, 10 hương.
- Trấn: Thành Quan, Bộc Thành.
- Hương: Vương Lâu, Tân Trang, Dương Tập, Long Vương Trang, Bạch Y Các, Lục Tập, Trương Trang, Nhan Thôn Phố, Cao Mã, Trần Trang.